# Inquisizione messicana

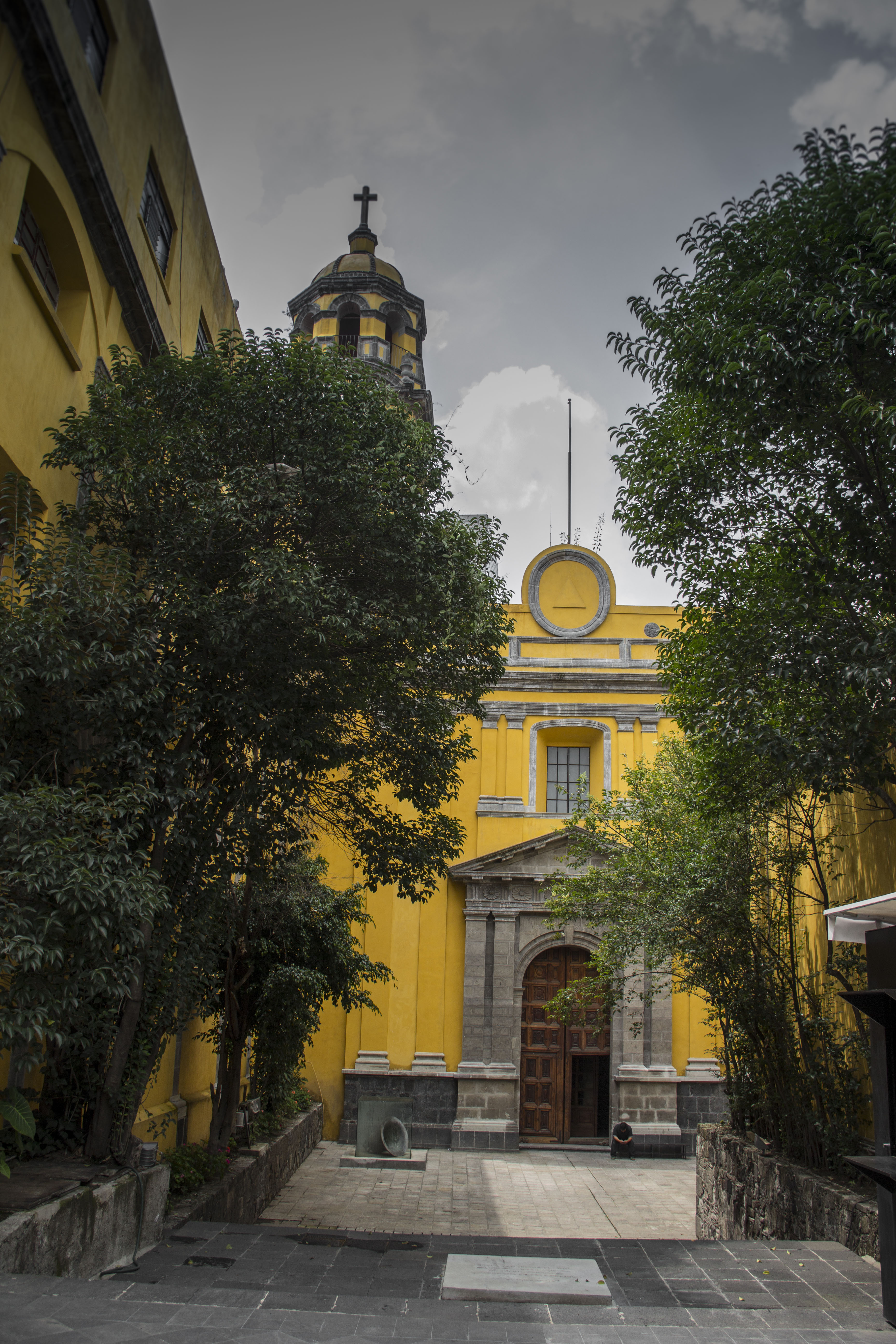
Convento di San Diego che contiene una targa in memoria delle vittime dell'Inquisizione che furono bruciate vive qui.

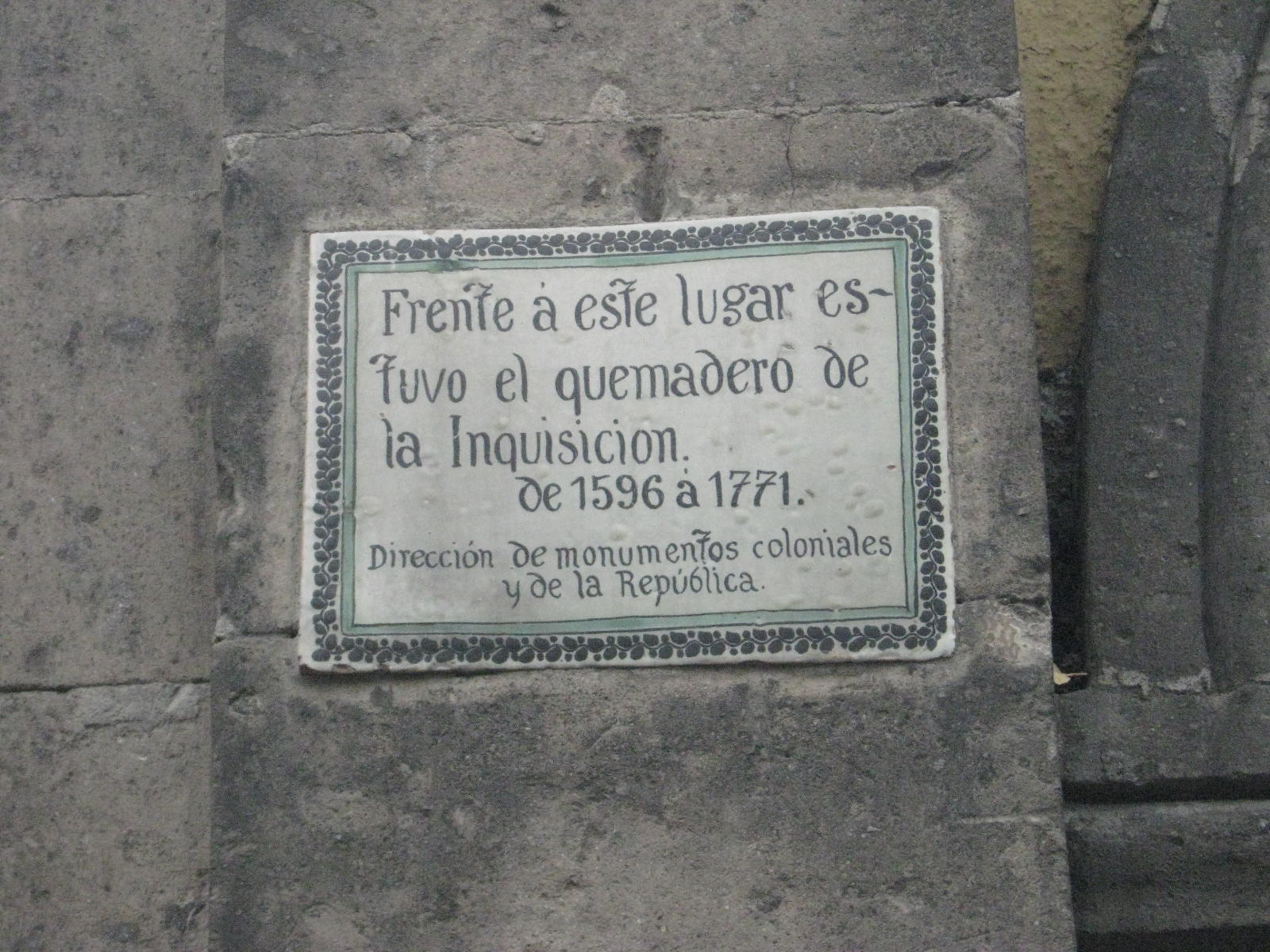
La targa recita "Davanti a questo luogo c'era il quemadero (fuoco) dell'Inquisizione. 1596–1771".

L'Inquisizione messicana era un'estensione dell'Inquisizione spagnola nella Nuova Spagna. La conquista spagnola del Messico ebbe anche un significato religioso e non solamente politico. I re cattolici di Castiglia e Aragona avevano appena conquistato l'ultima roccaforte musulmana nella penisola iberica, il regno di Granada, conferendogli grandi libertà come la conversione dei popoli nativi della Mesoamerica (una regione dell'America centrale e latina). L'Inquisizione fu quindi esportata nel Nuovo Mondo. A Città del Messico l'Inquisizione aveva il suo "palazzo" principale (ora Museo della Medicina dell'UNAM) dove si svolgevano la maggior parte dei processi. Il periodo dell'Inquisizione messicana durò dal 1571 al 1820 e provocò un numero sconosciuto di vittime , forse circa 50 persone, di cui 29 giudaizzanti.

## Il cattolicesimo spagnolo
Il cattolicesimo spagnolo era stato riformato, dopo la fine della Reconquista, sotto il regno di Isabella I di Castiglia (1479–1504), che aveva anche introdotto il Sant'Uffizio dell'Inquisizione nel 1478 con il permesso di papa Sisto IV. L'obiettivo era rendere il cattolicesimo il più dominante possibile. Dopo la scoperta e la conquista del Nuovo Mondo, lo sforzo per diffondere la fede includeva la convinzione che i non cristiani avrebbero tratto beneficio dalla conoscenza della "vera fede".

## L'introduzione del cristianesimo nella Nuova Spagna
Papa Alessandro VI nel 1493 e poi papa Giulio II nel 1508 diedero alla corona spagnola ampia autorità sulla Nuova Spagna con l'obiettivo di convertire i popoli indigeni al cattolicesimo, implicando quindi anche motivazioni politiche.
I frati francescani, i domenicani e gli agostiniani (e più tardi, nel 1572, i Gesuiti) contribuirono alla maggior parte del processo di evangelizzazione in Messico. Nel 1560, i tre ordini avevano più di 800 sacerdoti operanti nella Nuova Spagna. Il numero del clero cattolico crebbe a 1.500 nel 1580 e poi a 3.000 nel 1650.
Tre consigli ecclesiastici si riunirono nel corso del XVI secolo per dare forma alla Chiesa appena costituita nella Nuova Spagna. Nel 1565, il Secondo Concilio Ecclesiastico Messicano si riunì per discutere come attuare le decisioni del Concilio di Trento (1546–1563). Il cattolicesimo qui imposto fu fortemente influenzato dalla Controriforma, basandosi perlopiù sull'osservanza collettiva dei precetti e delle pratiche ordinati dal clero. Questa combinazione di autoritarismo e collettivismo fu estesa alle Indie nel corso del XVI secolo.
Molte pratiche esteriori dei nativi, però, erano molto simili a quelle cattoliche. Entrambi i sistemi intrecciavano autorità religiosa e secolare, praticavano un tipo di battesimo con successiva ridenominazione del bambino e la pratica della comunione aveva parallelismi con il consumo di repliche delle divinità azteche con il sangue. Gli studi francescani e domenicani sulla cultura e sulla lingua dei nativi americani hanno portato a un certo apprezzamento per esso. Era decisamente diverso dall'Islam che la Reconquista aveva sottomesso; la religione indigena era bollata invece come paganesimo. L'evangelizzazione non si è quindi tradotta in un attacco diretto contro le credenze indigene. Piuttosto gli evangelizzatori hanno tentato di spostare la credenza esistente in un paradigma cristiano.
I nativi si adeguarono più facilmente ad aspetti del cattolicesimo simili alle loro credenze precedenti. Le pratiche indigene furono ridisegnate con nomi e riferimenti cristiani (l'esempio più famoso di è il culto della Vergine di Guadalupe). Il missionario francescano Bernardino de Sahagún sospettava un adattamento del culto azteco di Tonatzin, una dea madre. Tuttavia, l'arcivescovo del Messico, Alonso de Montúfar, membro dell'Ordine domenicano, promosse il culto. All'inizio del periodo coloniale c'era anche qualche speculazione sul fatto che il dio dei Nahua Quetzalcoatl fosse stato rimodellato come l'apostolo Tommaso.
Tuttavia, non tutte le reazioni dei nativi furono docili. All'inizio era presente una forte resistenza soprattutto negli stati di Tlaxcala, Oaxaca e (parzialmente) Michoacán.

## L'Inquisizione episcopale

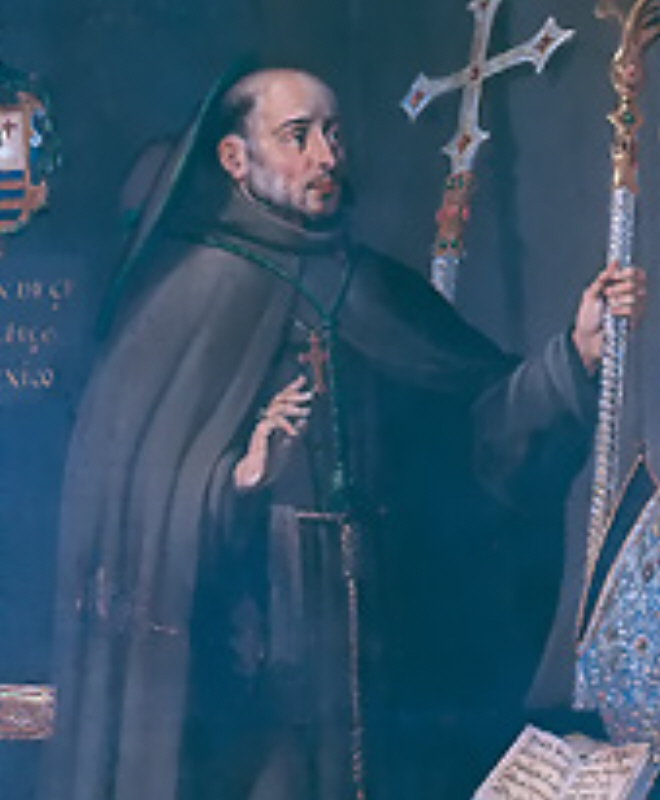
Il vescovo Juan de Zumárraga, esercitante poteri inquisitoriali.

Al momento della scoperta e della conquista del Nuovo Mondo, il cardinale Adrian de Utrecht (che poi diventerà papa come Adriano VI) era l'Inquisitore generale di Spagna. Nel 1520 nominò Pedro de Córdoba Inquisitore per le Indie occidentali. Quando il francescano Juan de Zumárraga divenne il primo vescovo del Messico nel 1535, esercitò poteri inquisitoriali in qualità di vescovo.
Uno dei primi atti del vescovo Zumárraga come inquisitore episcopale fu l'accusa nel 1536 di un uomo Nahua, battezzato Martín, con il nome indigeno di Ocelotl ("ocelot"). Fu processato come nahualli, sacerdote con poteri soprannaturali, oltre che per dogmatismo eretico e concubinato.
Un altro dei procedimenti inquisitoriali del vescovo Zumárraga fu quello di un signore Nahua di Texcoco, che prese il nome di Carlos al momento del battesimo (noto nella letteratura storica come Don Carlos Ometochtzin). Don Carlos era probabilmente un nipote di Nezahualcoyotl. Zumárraga accusò questo signore di tornare al culto pagano. A seguito di un processo con testimoni indigeni e la stessa testimonianza dell'imputato, Don Carlos è stato dichiarato colpevole.   Fu bruciato sul rogo il 30 novembre 1539.
Per una serie di ragioni, la persecuzione degli indiani per reati religiosi non è stata attivamente perseguita.  Probabilmente non era prudente perseguire una rigida applicazione delle regole ecclesiastiche in un ambiente in cui i popoli nativi superavano di gran lunga i loro conquistatori europei, che avevano anche bisogno di governare attraverso intermediari indigeni.
Per questi motivi l'Inquisizione non fu formalmente stabilita nella Nuova Spagna fino al 1571. Tuttavia, questo non vuol dire che le tattiche simili all'Inquisizione non siano mai state utilizzate dopo l'esecuzione di Don Carlos. L'antagonismo verso gli spagnoli portò alla resistenza Maya nello Yucatan nel 1546–1547. Il fallimento di questo movimento spinse a un'evangelizzazione più aggressiva. Molti indigeni furono sottoposti a tortura e tutti i libri sacri dei Maya rinvenuti furono bruciati.

### Accuse di stregoneria e affermazioni di potere
Sebbene ci fossero molte accuse ed esecuzioni contro "cripto-ebrei", la grande maggioranza dei casi portati all'Inquisizione riguardava la stregoneria, la magia e la blasfemia.
All'interno delle comunità etnicamente miste, i tipi di "magia" che le donne dell'America Latina avrebbero usato con una discreta frequenza erano, in una certa misura, una variazione popolare del cattolicesimo. Le influenze culturali su queste pratiche derivano dalle tradizioni spagnole, indigene e africane. "Pratiche magiche" che non richiedevano un "patto con il Diavolo" erano incredibilmente diffuse. Questi tipi di magia venivano usati da persone ridotte in schiavitù, che usavano spesso la blasfemia come opportunità per parlare con gli Inquisitori ed esprimere le loro lamentele contro i loro padroni.
Per le donne uno scopo della magia era spesso quello di cambiare l'equilibrio di potere all'interno della sfera coniugale o creare una situazione in cui si potesse trovare un marito. A volte questo era un semplice tipo di magia intesa a far rimanere un marito "fedele" a sua moglie. Altre volte, gli scopi degli incantesimi includevano lo scopo di rendere l'uomo impotente od obbediente.
A volte l'idea di poteri magici o mistici non collideva con i concetti cristiani del diavolo, ma piuttosto con le idee di Gesù e di Dio. Una donna che poteva rivendicare un legame speciale con Cristo si è trovata in grado di promuovere la sua posizione sociale ed economica. Un esempio di queste donne è Marina de San Miguel, che fu portata davanti all'Inquisizione messicana nel 1599. Marina, come beata, era nota nel suo quartiere per aver vissuto estasi e trance religiose in cui comunicava con i santi e Cristo. Mentre queste esperienze all'inizio hanno guadagnato la sua credibilità, la preoccupazione di Marina per il guadagno materiale, il suo coinvolgimento nel gruppo religioso degli alumbrados e le sue imprese sessuali alla fine l'hanno resa un bersaglio per l'Inquisizione messicana.
Altre donne che usavano queste pratiche magiche, spesso erano così pentite dal "male" delle loro azioni da presentarsi davanti agli Inquisitori piangendo per essere spesso perdonate per i loro crimini.

## Il Sant'Uffizio coloniale dell'Inquisizione

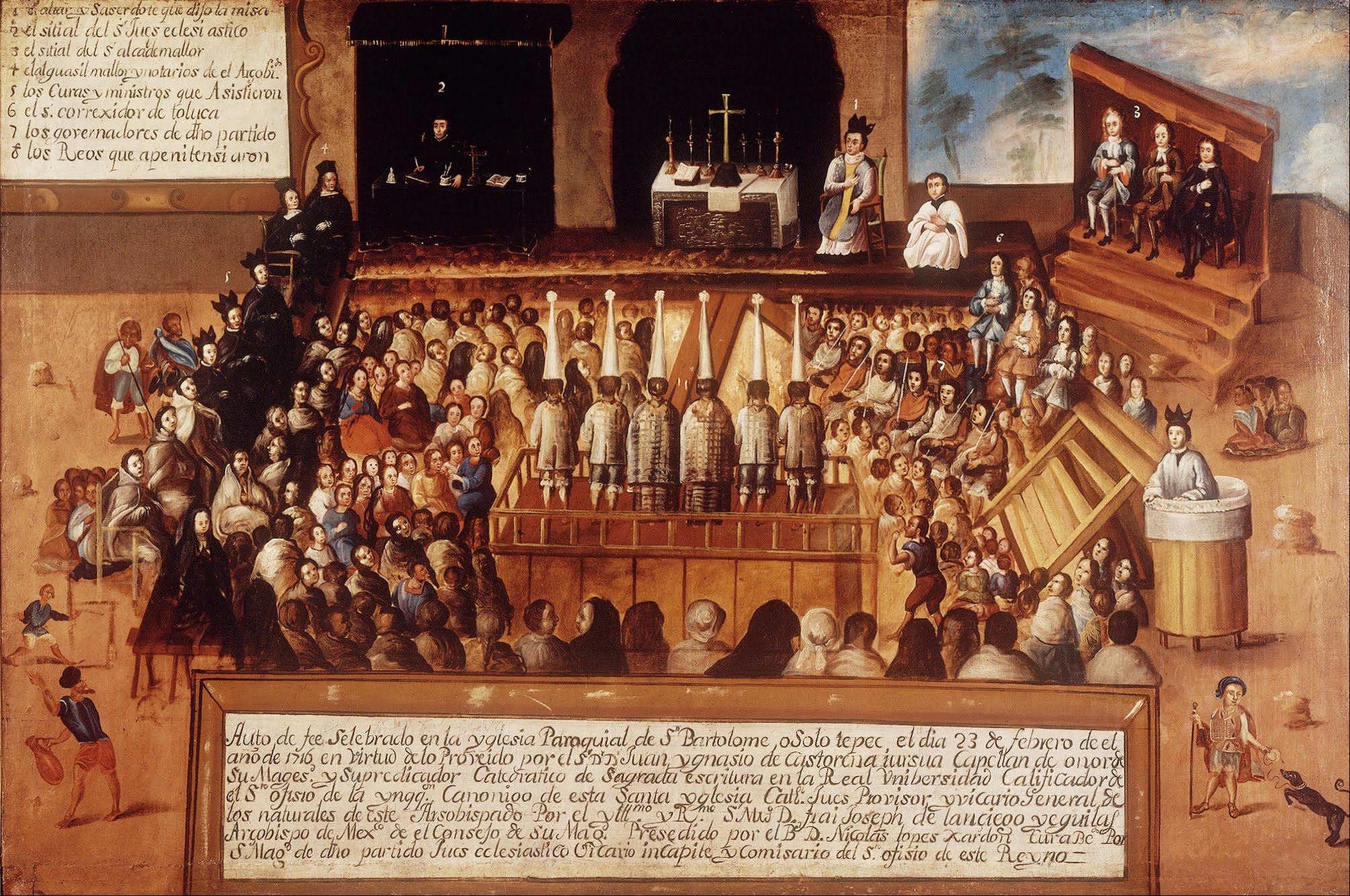
Un autodafé nella Nuova Spagna, XVIII secolo

Quando l'Inquisizione fu istituita nella Nuova Spagna nel 1571, non esercitava alcuna giurisdizione sugli indigeni, ad eccezione del materiale stampato nelle loro lingue. Il primo inquisitore ufficiale fu l'arcivescovo Pedro Moya de Contreras, che fondò a Città del Messico il "Tribunal de la Fe" (Tribunale della Fede) col quale trasferì lì i princìpi dello spagnolo Tomas Torquemada. Tuttavia, l'Inquisizione si sarebbe fatta sentire maggiormente sulle popolazioni non indiane, come i "neri", i "mulatti" e persino alcuni segmenti della popolazione coloniale europea. Lo storico Luis González Obregón stima che 51 condanne a morte siano state eseguite nei 235-242 anni in cui il tribunale era ufficialmente operativo.
Un gruppo che ha sofferto durante questo periodo sono stati i cosiddetti "cripto-ebrei" portoghesi. Gli ebrei che si erano rifiutati di convertirsi al cristianesimo erano stati espulsi dalla Spagna nel 1492 e dal Portogallo nel 1497. Dopo l'annessione del Portogallo alla Spagna (1581), molti ebrei portoghesi convertiti vennero nella Nuova Spagna in cerca di opportunità commerciali. In seguito alla confessione volontaria di un cripto-ebreo, Gaspar Robles, un giovane appartenente a una famiglia di mercanti, i suoi parenti più stretti e altri membri delle famiglie di mercanti di Città del Messico furono dichiarati sospetti. Nel 1642, 150 di questi individui furono arrestati e processati con l'accusa di essere "giudaisti". L'11 aprile 1649 lo stato vicereale organizzò il più grande autodafé mai realizzato nella Nuova Spagna, in cui dodici degli accusati furono bruciati dopo essere stati strangolati, mentre un uomo fu bruciato vivo. L'Inquisizione ha anche processato cripto-ebrei accusati già morti, facendo rimuovere le loro ossa dai cimiteri cristiani.

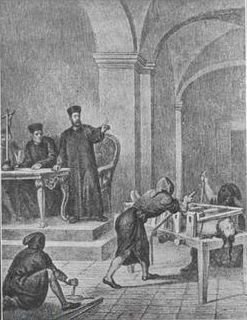
Tortura di Francisca Nuñez de Carabajal in Messico, da El Libro Rojo, 1870

Il caso più noto di un cripto-ebreo incriminato dall'Inquisizione fu quello dell'ebreo Luis de Carabajal y Cueva. Nacque a Mogadouro (Portogallo) nel 1537 in un'antica famiglia spagnola conversa. Era però sposato con una donna, Guiomar de Rivera, che non avrebbe rinunciato alla sua fede ebraica. Alla fine lui si trasferì nella Nuova Spagna, dove divenne un uomo d'affari e un soldato. Successivamente portò alcuni membri della sua famiglia dalla Spagna a vivere nello stato di frontiera del Nuevo Leon. Si diceva che lì avrebbe fatto fortuna con delle incursioni, catturando e vendendo schiavi indiani e che la famiglia praticasse segretamente riti giudaici. Fu portato davanti all'Inquisizione con 22 capi di accuse, primo tra tutti il ritorno alla fede giudaica. Fu condannato nel 1590 a sei anni di esilio dalla Nuova Spagna, ma morì prima che la sentenza potesse essere inflitta. Più tardi, l'8 dicembre 1596, la maggior parte della sua famiglia allargata, per un totale di nove persone, fu torturata e bruciata sul rogo nella piazza dello Zocalo a Città del Messico. 
Un altro caso è stato quello di Nicolas de Aguilar, meticcio discendente di un soldato spagnolo e di una purépecha. Fu nominato funzionario civile in un distretto del New Mexico e durante il suo servizio tentò di proteggere gli indiani Tompiro dagli abusi dei sacerdoti francescani. A causa di lamentele di questi ultimi, nel 1662 Aguilar fu arrestato, imprigionato e accusato di eresia. Processato a Città del Messico, fu condannato a un autodafé pubblica e bandito dal New Mexico per 10 anni e dal servizio governativo a vita.
Dopo una serie di denunce, le autorità arrestarono 123 persone nel 1658 perché sospettate di omosessualità. La Corte penale reale condannò a morte sul rogo pubblico quattordici uomini, le cui sentenze furono eseguite tutte il 6 novembre 1658. I registri di questi processi e quelli avvenuti in anni successivi (1660, 1673 e 1687) suggeriscono che Città del Messico avesse una malavita gay attiva.
L'ultimo gruppo vittima di persecuzioni fu quello degli accademici. Durante gli anni '40 e '50 del Seicento l'Inquisizione pose fine ai primi tentativi di riformare il curriculum educativo quando gli educatori cercarono di stare al passo con le influenze europee contemporanee. L'obiettivo centrale era Fray Diego Rodriguez (1569–1668), che nel 1637 ottenne la prima cattedra di matematica e astronomia presso l'Università Reale e Pontificia del Messico. Egli cercò di introdurre le idee scientifiche di Galileo e Keplero nel Nuovo Mondo e sostenne la rimozione della teologia e della metafisica dallo studio delle scienze. Era il capo di una ristretta cerchia di accademici che si incontravano semi-clandestinamente in case private per discutere di nuove idee scientifiche. Vennero considerati sospetti dall'Inquisizione, che avviò una serie di indagini e processi. Quando gli accademici cercarono di nascondere i libri banditi dall'Inquisizione nel 1647, l'Inquisizione chiese a tutti e sei i librai della città di sottoporre le loro liste a controllo minacciando delle multe e addirittura la scomunica.
Un caso unico e stravagante perseguito dall'Inquisizione fu quello dell'irlandese William Lamport, che si era trasformato in Don Guillén de Lombardo, fratellastro bastardo di re Filippo IV, e aveva tentato di fomentare la ribellione tra i dissidenti a Città del Messico e si fece chiamare re. Questi fu denunciato all'Inquisizione nel 1642 e fu condannato all'autodefé nel 1659. È considerato da alcuni un precursore dell'indipendenza messicana, tanto che una sua statua è posta nella base del Monumento all'Indipendenza a Città del Messico.
I condannati dall'Inquisizione di solito venivano puniti. La punizione più estrema è stata l'esecuzione, eseguita in una cerimonia chiamata autodefé, quasi tutte eseguite a Città del Messico. Per questi eventi, le persone importanti e la maggior parte della popolazione si sono presentati nei loro abiti più raffinati, e i nobili avevano a disposizione un palco con pulpiti, ricchi arredi, arazzi e stoffe pregiate, predisposto dalla Chiesa stessa, non lesinando le spese per mostrare il potere e l'autorità della gerarchia ecclesiastica. La cerimonia iniziava con un sermone e una lunga dichiarazione di ciò che costituiva la vera fede. L'assemblea doveva giurarlo. I condannati venivano condotti sul palco, vestiti con mantelli con segni che mostravano il loro crimine e la loro punizione e un cappello che somigliava a un berretto da somaro. Hanno avuto la possibilità di pentirsi, in molti casi, di modificare le loro sentenze, come lo strangolamento invece di bruciare vivi sul rogo. Poi venivano eseguite le condanne.
L'Inquisizione rimase ufficialmente in vigore fino al 1812. Tuttavia, le tensioni politiche e un caos generale portarono a un ritorno tra il 1813 e il 1820, per poi essere abolita definitivamente nel 1820.